# Хвасон-14
Хвасон-14 (хангиль《화성-14》형|火星 14型, латиніз. Hwasong-14, KN-20 за класифікацією НАТО) — північно-корейська міжконтинентальна балістична ракета. Перший запуск здійснено 4 липня (тобто у День незалежності США) 2017 року.

## Дизайн
«Хвасон-14», ймовірно, є двоступеневою версією ракети «Хвасон-12», вперше випробуваної в травні 2017 року. Додавання до ракети другого ступеня, схоже, збільшило радіус її дії. Двигун першого ступеня дуже схожий на такий у Хвасон-12. Ракета має один двигун на рідкому паливі та чотири маневрові двигуни.
Згідно з детальним аналізом, проведеним журналом Bulletin of the Atomic Scientists, Хвасон-14 може бути не здатний доставити ядерну боєголовку першого покоління до Анкориджа, що на Алясці. Але навіть якщо Північна Корея має можливість виготовити відносно легку, «мініатюризовану» атомну бомбу, вона точно не зможе доставити її за допомогою ракети, випробуваної 3 та 28 липня, до південніших 48 штатів Сполучених Штатів .
За оцінками, північнокорейська боєголовка першого покоління важить 500—600 кг. Розрахунки радіусу дії Хвасон-14 з таким вантажем коливаються від 6000 км, достатніх для досягнення Анкориджа, до 8000 км, достатніх для досягнення Гонолулу та Сіетла (Bulletin of the Atomic Scientists вважає, що для досягнення Сіетла корисне навантаження має бути меншим на 300 кг). Випробування в липні 2017 року проводилися з боєголовкою вагою 200 кг, що дає ракеті максимальну дальність 10 400 км, яких достатньо, щоб досягти Нью-Йорка, але не Вашингтона, хоча такий корисний вантаж набагато легший, ніж передбачувана вага північнокорейських боєголовок.
Пуск ракети здійснюється з відокремлюваної платформи на бетонній площадці. Тому він може вимагати більше часу, ніж запуск Хвасон-12, і обмежити кількість точок запуску заздалегідь встановленими та побудованими стартовими майданчиками.

### Двигун
Майкл Еллеман з IISS і Bulletin of the Atomic Scientists стверджує, ніби наявні докази чітко вказують на те, що двигун цих ракет базується на радянських двигунах сімейства РД-250 для ракети Р-36 і був модифікований з метою використання як розгінної сили для Хвасон-12 і -14.
Згідно з його теорією, невідома кількість цих двигунів, ймовірно, була придбана через незаконні канали, що діють у Росії та/або Україні. Потреба Північної Кореї в альтернативі невдалим ракетам Мусудан (Хвасон-10) і нещодавня поява двигуна РД-250 разом з іншими доказами припускають, що передача цих двигунів відбулася в 2015—2017 роках.
Україна відкинула це припущення, стверджуючи, що воно швидше за все була спровоковане російськими спецслужбами для прикриття власних злочинів. Інші американські експерти поставили під сумнів переконливість доказів Еллемана.
КБ «Південне», виробник цих двигунів, заперечує, що Україна поставляла їх до Північної Кореї.
У серпні 2017 року Державне космічне агентство України заявило, що ракетним двигуном, який використовувався під час випробування ракети Північною Кореєю 28 липня 2017 року, був РД-250, виготовлений на українському заводі, але виключно для використання в космічних ракетах «Циклон», які постачалися в Росію. Глава космічного агентства сказав, що за українською інформацією Росія має від 7 до 20 ракет «Циклон» і може постачати двигуни з готових ракет кому завгодно. Агентство додало, що також до Росії було поставлено 223 ракети Циклон-2 і Циклон-3. Крім того, воно заявило, що Північна Корея не може виробляти паливо для РД-250 (N2O4 і НДМГ), і що це паливо мало бути вироблено або в Китаї, або в Україні.
За даними південнокорейської розвідки, Росія в 2016 році передала Північній Кореї від 20 до 40 двигунів РД-251.
Експерт зі зброї Джеффрі Льюїс заявив, що другий ступінь північнокорейської ракети Хвасон-14 схожий на верхні ступені іранських ракет-носіїв.

## Перелік випробувань Хвасон-14

Дуже високі кути траєкторій польотів Хвасон-14.

Перше публічно оголошене льотне випробування відбулося 4 липня 2017 року, в День незалежності США Ракета протягом 39-хвилинного польоту досягла висоти 2802 км, подолала відстань 933 км на схід і впала у Японське море. Дальність польоту ракети була навмисно скорочена за допомогою запуску по неефективно високій траєкторії. Такий прийом дозволяє перевірити та продемонструвати ефективність ракети, не потребуючи польоту на велику дальність із залітанням на територію інших країн. Прогнозована дальність при запуску по оптимальній траєкторії може становити до 6700 км без урахування обертання Землі. Якщо це так, то в зону дії ракети потрапляють американські штати Аляска та Гаваї.
Підготовка до другого випробувального польоту була виявлена американською розвідкою ще 20 липня. Ракета була запущена 28 липня о 23:41 за місцевим часом, також по високій траєкторії. Вона досягла висоти 3724,9 км і, подолавши відстань 998 км, впала у Японському морі поблизу Хоккайдо. Загальний час польоту склав 47 хвилин 12 секунд.
Виходячи з даних цього випробування, якби така ракета була випущена по оптимальній траєкторії, її прогнозована максимальна ефективна дальність перевищила б 10 000 км. Якщо врахувати обертання Землі, яке може забезпечити збільшення дальності під час польоту на схід, у зоні враження Хвасон-14 знаходилися б Західне узбережжя США, Чикаго та, можливо, навіть Нью-Йорк (хоча і зі значно зменшеним корисним навантаженням).